# Spotkania z Polakami
Spotkania z Polakami – zbiór reportaży Olgierda Budrewicza wydany przez wydawnictwo Interpress w 1969 w nakładzie 20 000 egzemplarzy (1904 publikacja Interpresu).
Podczas swoich licznych wędrówek po świecie, opisywanych w innych publikacjach, autor wiele czasu poświęcał na poszukiwania lokalnych poloników i spotkania z Polakami osiadłymi w różnych częściach świata. Spotkania z Polakami podsumowują te poszukiwania w jednym tomie, dając obraz o Polakach zamieszkałych w odległych częściach świata, tak osobach powszechnie znanych, jak i przeciętnych emigrantach.
W książce opisane są następujące postacie:
| Państwo           | Opisane osoby | Wspomniane miejscowości                         |
| ----------------- | --- | ----------------------------------------------- |
| Stany Zjednoczone | Georg Moczygemba, Edward Moczygemba (farmerzy) | Cestohowa, Panna Maria, Kościuszko              |
| Wenezuela         | Zygmunt Bogusz (profesor mechaniki), Jerzy Gintel (profesor fizyki), Wacław Szumkowski (entomolog), Bogusław Szenk (geolog), Górecki i Panasewicz (inżynierowie), Ludwik Wojciech (ksiądz) | Caracas, San Fernando de Apure, Puerto Ayacucho |
| Gujana Brytyjska  | Mieczysław Boruta-Spiechowicz (inżynier, syn gen. Mieczysława), Jerzy Golas (poszukiwacz diamentów), Michał Leszczyński (zbieg), pilot Pieniążek, inżynier Goryński | Georgetown                                      |
| Trynidad i Tobago | Magdalena i Stanisław Kurpiel (poszukiwacz złóż ropy i managerka), William Ackelsberg (architekt), Edmund Szutenberg (architekt), Zygmunt Starzyński (rybak), lekarz Bastyra, Elgin Scott (brytyjczyk uważający się za Polaka, ożeniony z Polką) | Port-of-Spain                                   |
| Jamajka           | Zygmunt Konasiewicz (chemik, docent, pracownik uniwersytecki) | Kingston                                        |
| Puerto Rico       | Wacław Wagner (żeglarz, stoczniowiec) | San Juan                                        |
| Gwatemala         | Andrzej Bobkowski (pisarz), Janusz Muszyński (inżynier), Władysław Włudyka (inżynier) | Gwatemala, San Antonio el Jute                  |
| Chile             | Stefania i Teodor Kluczyńscy (przedsiębiorcy), Lucjan Kulczewski (architekt), Mirella Kulczewska (Miss Chile), René Janiszewski (lotnik, generał), Zygmunt Koryzma (profesor budowy maszyn), Bogumił Jasinowski (profesor, historyk), Marian Rawicz (żołnierz), Józef Hossiasson (jazzman), Maria Kluczyńska (artysta plastyk, projektantka mody), Bob Borowicz (fotografik), Raul Małachowski (malarz, aktor, baletmistrz) | Santiago de Chile                               |
| Brazylia          | Jerzy Świerczyński (agronom), Edmund Bielawski (odkrywca) | Pariquera-Açu, São Paulo                        |
| Boliwia           | Piotr Zubrzycki (geolog) | La Paz                                          |
| Paragwaj          | Stanisław Barszcz (meblarz) | Asunción                                        |
| Japonia           | Tadeusz Hertle (żołnierz), Michał Radziejewski | Tokio                                           |
| Indie             | Maurycy Frydman (działacz społeczny, doradca), Wanda Dynowska (pisarka, propagatorka hinduizmu), Janina Vakharia (żona kupca), Genowefa Lee (telefonistka), Helena Jones (żona przedsiębiorcy), Stanisław Szafrański (inżynier), Jerzy Aleksandrowicz (prawnik, profesor), Andrzej Kronenberg (przedstawiciel handlowy) | Bombaj, Madras, Goa                             |
| Nepal             | Jarosław Łuba (doradca rządu z ramienia ONZ), Marian Rojek (uniwersytecki wykładowca historii), Stefan Zygnerski (pilot) | Katmandu                                        |
| Cejlon            | Eugeniusz Judenko (entomolog) | Kotte                                           |
| Kenia             | Marian Sirowy (były urzędnik) | Nairobi                                         |
| Tanzania          | Jadwiga i Zdzisław Baran (restauratorka i spedytor), pan Rotbaum (restaurator) | Dar es Salaam                                   |
| Kongo             | Aleksander Wolański, Stanisław Kazanecki, M.Kawkiewicz (lekarze, właściciele klinik), Jerzy Ochrymowicz (lekarz), Stanisław Kotyński (dyrektor w firmie budowlanej), Stanisław Hempel (myśliwy), Iwona Czabańska (towarzyszka Hempela) | Kiwu, Thysville, Kinszasa                       |
| Hiszpania         | Jorge Chmielewski (dyrektor szkoły), Jose Luis Szeliga-Mirecki (ekonomista), Kazimierz Netzel (handlowiec) | Sewilla                                         |
| Norwegia          | groby polskie | Narwik                                          |
| Holandia          | Józef Szelewczyk (fryzjer), Tadeusz i Willy Kozioł (wypożyczający pojazdy), Kazimierz Maryniak (rzeźnik) | Baarle-Nassau, Breda                            |